# 西遊記第壹佰零壹回之月光寶盒
《西遊記第壹佰零壹回之月光寶盒》，是1995年依據明朝吴承恩神魔小说《西游记》為基礎改編拍摄的香港電影，由劉鎮偉執導，程小東任動作指導，周星馳、藍潔瑛和莫文蔚主演，續作為《西遊記大結局之仙履奇緣》。本片榮獲第2屆香港電影評論學會大獎最佳編劇及最佳男演員（周星馳），亦獲提名第15屆香港電影金像獎最佳編劇。在2005年，獲香港電影金像獎協會票選為「最佳華語片一百部」之一。
電影由於當時盜版猖獗及日後互聯網的發展，使其無厘頭風格和經典人物對白口耳相傳，成為一種次文化現象。不過導演劉鎮偉公開表示這些內容都是過度解讀，拍攝時亦沒有此想法。

## 背景
1993年，周星馳成立彩星電影公司。
據劉鎮偉所說，當時周星馳公司新開張，周星馳親自找他去茶樓談，邀請他擔任公司開山之作的導演。有趣的是，劉鎮偉說自己本來是不演的，但菩提老祖的演員和周星馳對不上話，於是周星馳半夜從門縫遞紙條給劉鎮偉，要求他來演菩提老祖，劉鎮偉只好把頭給剃光了。
1995年，電影下映後，周星馳將中国大陆版權賣給西部电影集团，正式宣告彩星電影公司倒閉。次年，周星馳成立星輝海外有限公司。
後來，坊間開始出現各種《西游记》的解讀，劉鎮偉公開表示全部是觀眾的過度解讀。
為了證明觀眾是過度解讀，劉鎮偉和西影再次拍攝了《情癲大聖》和《越光寶盒》兩部西影官方正式續集。

## 劇情
話說孫悟空護送唐三藏去西天取經，半路卻和牛魔王合謀要殺害唐三藏，打傷紫霞仙子並搶走了月光寶盒。觀世音菩薩聞訊趕到，欲除掉孫悟空免得危害蒼生。唐三藏慈悲為懷，願以命相換，觀音遂令悟空五百年後投胎作人，贖其罪孽。
五百年後，五嶽山下大漠風沙漫漫，當地的山賊斧頭幫迎來一個奇怪的女客春三十娘。眾山賊在二當家帶領下欲行搶劫，反被她制住。斧頭幫大當家至尊寶率眾復仇失敗，春三十娘勒令山賊們找一個腳底有三顆痣的人。
晚上至尊寶等欲用迷香加害春三十娘，卻令其現出蜘蛛精的真身。至尊寶孤身潛入春的房中，發現多了一個白晶晶，至尊寶對她一見鍾情。二當家夜探二女，查出原來春三十娘是蜘蛛精、白晶晶是白骨精，兩人得知唐三藏將會出現在五嶽山，這時牛魔王也得知唐三藏將會出現在五嶽山。二當家被春三十娘用移魂大法將其奴化。
菩提老祖為了挽回自己的過失，阻止兩人陰謀來到五嶽山，他說明至尊寶是孫悟空轉世，至尊寶不相信。白骨精五百年前和孫悟空有一段糾纏不清的戀情，此時為了救至尊寶襲擊春三十娘，卻中毒受傷。牛魔王殺到，二女不敵，挾持至尊寶和二當家逃回到盘丝洞。春三十娘逼迫白晶晶殺掉至尊寶，卻反被二人關在機關。春欲用迷情大法對付至尊寶，又錯用在二當家身上。
白晶晶和至尊寶逃出後，白的毒開始發作，至尊寶為了白返回盤絲洞，他以知道唐僧下落為由，要挾春和他一起去救白晶晶。白早上醒來不見至尊寶，誤以為至尊寶不顧她離去，悲憤跳崖，連累到正要回菩提洞的菩提老祖從懸崖爬上之後陪同摔下重傷不治，之後白晶晶為牛魔王所救。找不到白晶晶，至尊寶被抓回困在盤絲洞，在洞內找到盤絲大仙留下的月光寶盒，使用月光寶盒來到夢中的水簾洞，桌上那幅觀音畫跟他說，只要他肯戴上金剛箍，就可以變回法力無邊的齊天大聖，他還沒變成孫悟空托世，是因為還沒遇到那個給至尊寶三顆痣的人。
此時牛魔王帶白晶晶來到盤絲洞，春乘機騙白其孩子是她和至尊寶所生，白聽後憤而自刎。至尊寶為了救白，使用月光寶盒，念誦般若一句真言令時光倒流，經過幾次倒流回到過去仍來不及救白晶晶，之後產生了故障，竟將他帶回五百年前。這時紫霞仙子向他走來，把至尊寶的月光寶盒搶去，並給了至尊寶三顆痣標記，日後紫霞仙子改名為盤絲大仙。

## 角色
| 角色                | 角色   | 粵語配音 | 國語配音 | 備註                                           |
| 至尊寶（孫悟空）    | 周星馳 | 周星馳   | 石班瑜   | 斧頭幫幫主，孫悟空轉世                         |
| 二當家（豬八戒）    | 吳孟達 | 吳孟達   | 胡立成   | 斧頭幫二當家，豬八戒轉世                       |
| 春三十娘            | 藍潔瑛 | 藍潔瑛   |          | 真身是蜘蛛精                                   |
| 白晶晶              | 莫文蔚 | 朱慧玲   |          | 真身是白骨精，春三十娘師妹                     |
| 盲炳（台譯 : 瞎子） | 江約誠 | 黃鳳英   |          | 斧頭幫幫眾，沙僧轉世                           |
| 牛魔王              | 陸樹銘 | 高翰文   |          | 孫悟空結拜大哥                                 |
| 菩提老祖            | 劉鎮偉 | 盧雄     |          | 化身葡萄                                       |
| 唐三藏              | 羅家英 | 羅家英   |          | 孫悟空師父 豬八戒與蜘蛛精之子                  |
| 觀世音              | 侯艷   | 朱慧玲   |          | 未在演出者字幕中出現                           |
| 盤絲大仙            | 朱茵   | 朱茵     |          | 至尊寶500年前的愛人                            |
| 鐵扇公主            | 蔡少芬 | 蔡少芬   |          | 片中雖有列名，但並未在此集出現，只見於片後預告 |

## 主题曲
| 曲別   | 歌名             | 作詞   | 作曲                | 編曲   | 演唱   |
| ------ | ---------------- | ------ | ------------------- | ------ | ------ |
| 主題曲 | 《一生所愛》     | 唐書琛 | 盧冠廷              | 盧冠廷 | 盧冠廷 |
| 插曲   | 《人生的天與地》 | 唐書琛 | 盧冠廷              | 盧冠廷 | 盧冠廷 |
| 插曲   | 《追月》         | 唐書琛 | 侯湘 (即李厚襄)     | 盧冠廷 | 朱茵   |
| 插曲   | 《Only you》     | 劉鎮偉 | Buck Ram, Audo Rand | -      | 羅家英 |
| 片尾曲 | 《未了情》       | 唐书琛 | 贺绿汀              | 卢冠廷 | 莫文蔚 |

## 獎項
| 年份 | 頒獎典禮                  | 獎項       | 名單   | 結果 |
| ---- | ------------------------- | ---------- | ------ | ---- |
| 1995 | 第2屆香港電影評論學會大獎 | 最佳電影   |        | 提名 |
| 1995 | 第2屆香港電影評論學會大獎 | 最佳導演   | 劉鎮偉 | 提名 |
| 1995 | 第2屆香港電影評論學會大獎 | 最佳編劇   | 技安   | 獲獎 |
| 1995 | 第2屆香港電影評論學會大獎 | 最佳男演員 | 周星馳 | 獲獎 |
| 1995 | 第2屆香港電影評論學會大獎 | 推薦電影   |        | 獲獎 |
| 1996 | 第15屆香港電影金像獎      | 最佳編劇   | 技安   | 提名 |

## 反應
本片在改編文學作品時採取非常開放的態度，在改編上可說是極其背離原著，想象力如天马行空。較為令人意外的是在中國大陸，此片帶來了一些文化上的影響。原來當時此片在中國大陸發行時，由於市場環境不多接受此類喜劇電影，發行商多不願意為此片宣傳。然而隨著網際網路的日益發達，電視台經常播放，以及盜版影音光碟的猖獗，反而助長了大陸大眾對此片之認識，演變到口耳相傳的影響下，讓相關討論愈來愈盛，產生先冷後熱的特殊情況。由於此片劇情內的無厘頭風格，配合经典人物對白，亦成為中國大學生間的一種次文化現象。因此，除了有報紙和雜誌的文章外，也有很多研究的論文題目，更有一些專門剖析的書籍。甚至於，連研究的相關論文題目，也引發起是否抄襲的爭議。

## 外部連結
- 香港影庫上《西遊記第壹佰零壹回之月光寶盒》的資料（繁體中文）
- 開眼電影網上《齊天大聖東遊記》的資料（繁體中文）
- 豆瓣电影上《大话西游之月光宝盒》的資料 （简体中文）
- 时光网上《大话西游之月光宝盒》的資料（简体中文）
- AllMovie上《西遊記第壹佰零壹回之月光寶盒》的资料（英文）
- 爛番茄上《西遊記第壹佰零壹回之月光寶盒》的資料（英文）
- 互联网电影数据库（IMDb）上《西遊記第壹佰零壹回之月光寶盒》的资料（英文）